# Мавлави
Мавлави (араб. مولوی‎), Мавлана (араб. مولانا‎) — в переводе с арабского значит «правитель» или «владелец». Почётное религиозное звание в исламе, высший толкователь канонов шариата.
Примеры людей, которые использовали в своём имени звание Мавлави: известные персидские поэты Джалаладдин Руми и Джами, а также Мавлави Ибрагим, отец президента Бангладеш. Кроме того, его активно используют влиятельные политические фигуры в Афганистане (напр. Вакиль Ахмад Мутаваккиль).